# Николо-Львовское

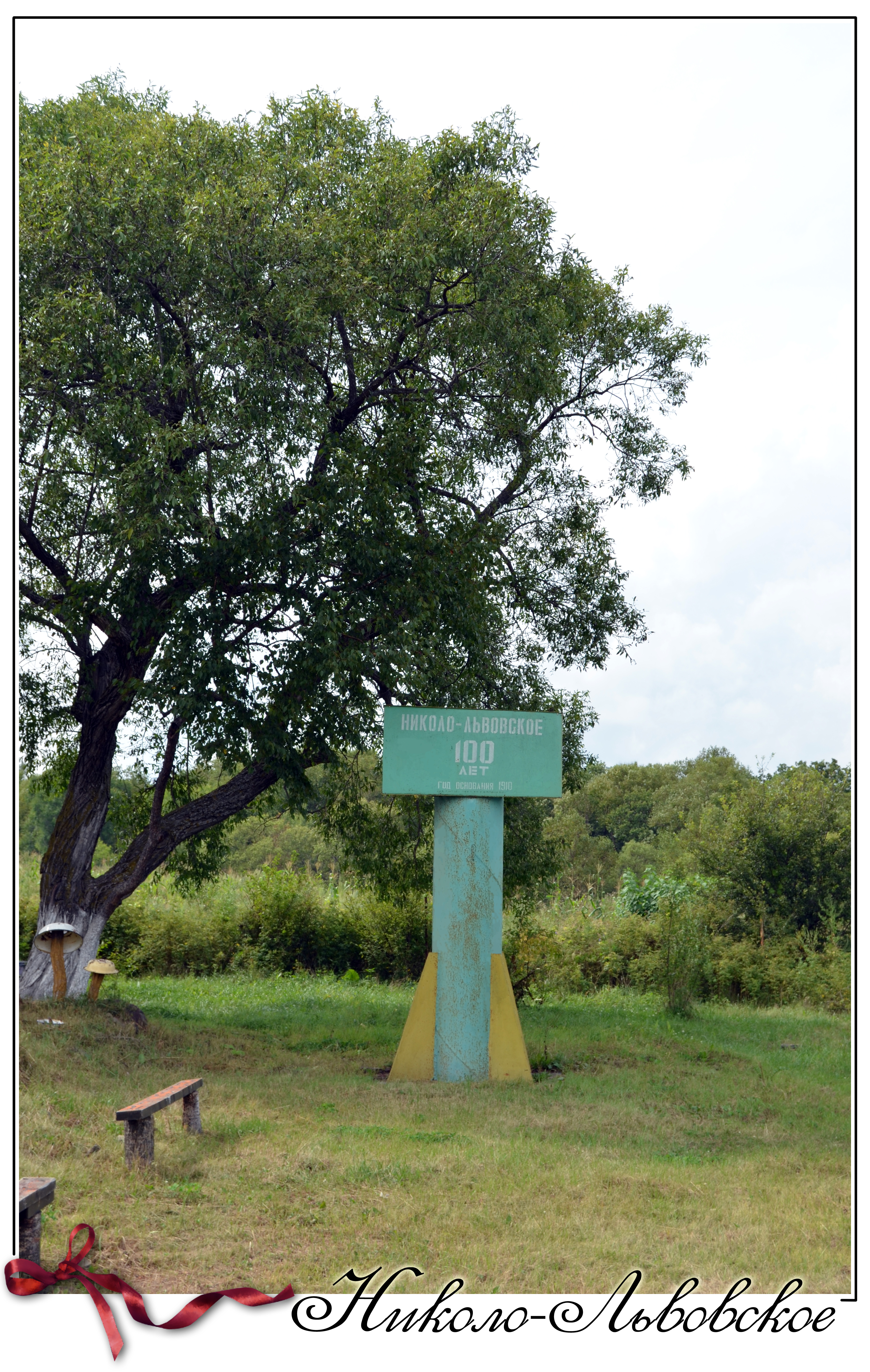
Знак в честь 100-летия села.

Нико́ло-Льво́вское — село в Уссурийском городском округе Приморского края. Входит в состав Алексее-Никольской территории.

## География
Село Николо-Львовское стоит на малых реках, впадающий в реку Казачка (левый приток Борисовки).
Дорога к селу Николо-Львовское идёт на запад от Уссурийска мимо села Алексей-Никольское через Борисовку. Расстояние до Алексее-Никольского около 15 км, до Борисовки около 38 км, до Уссурийска около 47 км.
Николо-Львовское и Корфовка находятся в пограничной зоне, от Николо-Львовского до российско-китайской границы около 10 км.

## Население
| 1915 | 2002 | 2010 |
| ---- | ---- | ---- |
| 610  | ↘192 | ↘148 |

## Улицы
| - ул. Лазо, - пер. Луговой, - ул. Пархоменко. |

## Экономика
Сельскохозяйственные предприятия Уссурийского городского округа.